# جائزة النمسا الكبرى 2018
جائزة النمسا الكبرى 2018 هو سباق فورمولا 1 أقيم بتاريخ 1 يوليو 2018 في ريد بول رينغ، ستيفن سبيلبرغ، شتايرمارك، النمسا. كان التاسع من أصل 21 في بطولة العالم لسباقات الفورمولا واحد موسم 2018.

## الترتيب النهائي
|         | الترتيب | السائق         | النقاط |
| ------- | ------- | -------------- | ------ |
| 1       | 1       | سباستيان فيتل  | 146    |
| 1       | 2       | لويس هاملتون   | 145    |
| 2       | 3       | كيمي رايكونن   | 101    |
| 1       | 4       | دانيل ريكاردو  | 96     |
| 1       | 5       | ماكس فيرستابين | 93     |
| المصدر: |         |                |        |